# Carbon-Blanc
Carbon-Blanc é uma comuna francesa na região administrativa da Nova Aquitânia, no departamento da Gironda. Estende-se por uma área de 3,86 km². Em 2010 a comuna tinha 8 253 habitantes (densidade: 2 138,1 hab./km²).513 hab/km².